# 田中琢二
田中琢二（たなか たくじ、1961年 - ）はBofA証券副会長。
財務官僚の出身で、国際通貨基金（IMF）日本代表理事、関東財務局長、副財務官、産業革新機構専務執行役員、財務大臣秘書官事務取扱などを務めてきた。

## 来歴
愛媛県生まれ。愛光中学校・高等学校、東京大学教養学部教養学科卒業。大学時代ア式蹴球部に所属していた。1985年 大蔵省入省（大臣官房秘書課）。1986年5月 大臣官房秘書課調査係長心得。1987年から1989年まで英国ケンブリッジ大学留学。英国の経験を基にイギリス政治に関する著作を出版している。
1989年から1991年まで国際金融局国際機構課通貨基金係長としてIMFを担当。高田税務署長、日本銀行営業局勤務の後、1994年7月から1996年7月まで理財局国有財産総括課長補佐。理財局国有財産総括課長補佐である1996年6月 JT株式の第二次売却にあたり、民営化株式としては初めて海外売出しを行ったときの担当者となる。1996年7月から1999年まで主計局調査課課長補佐、主計局主計官補佐（科学技術第一係主査）、主計局主計官補佐（建設・公共事業第四係主査）を歴任。
1999年から2002年までニューヨーク領事館兼NY大蔵省事務所次長。9.11を直に経験した。
2002年7月25日 財務省大臣官房秘書課財務官室長。2003年8月25日 大臣官房文書課企画調整室長。2003年9月より2005年7月まで谷垣禎一財務大臣秘書官事務取扱。2005年7月13日 厚生労働省大臣官房総務課企画官。2006年4月1日より一橋大学大学院国際企業戦略研究科客員教授。2007年7月13日 主税局参事官。
2009年7月26日 （株）産業革新機構執行役員、後に専務執行役員Co-COOに就任、日本のプライベートエクイティ、ベンチャーキャピタルの育成を推進。2014年7月4日 主税局参事官、国際課税・OECDのBEPSプロジェクトを担当した。2016年6月17日 大臣官房審議官（国際局担当）、2017年7月13日 大臣官房参事官（副財務官、大臣官房、国際局担当）。2016年6月から2018年7月までFATFの日本代表を務めた。2018年7月27日 関東財務局長。
2019年7月 より2022 年７月まで国際通貨基金（IMF）日本代表理事。
2022年10月より三菱商事コーポレートスタッフ部門顧問、PCIソリューションズ取締役、12月より楽天証券ホールディングス取締役。2023年日本サッカー協会理事、同志社大学経済学部客員教授、伊予銀行取締役監査等委員。
2024年５月に「経済危機の100年」を東洋経済新報社から出版した。
2024年12月よりBofA証券副会長。